# Stiltissima volcanica
Stiltissima volcanica är en tvåvingeart som beskrevs av Barraclough 1991. Stiltissima volcanica ingår i släktet Stiltissima och familjen skridflugor.
Artens utbredningsområde är Madagaskar. Inga underarter finns listade i Catalogue of Life.